# Alexandre Astruc
Alexandre Astruc (ur. 13 lipca 1923 w Paryżu, zm. 19 maja 2016) – francuski teoretyk, krytyk i reżyser filmowy.
Był prekursorem nowej fali w filmie francuskim. W 1948 ogłosił w „L’Écran français” manifest „Naissance d’une nouvelle avant-garde: caméra-stylo”, w którym sformułował ideę filmu jako autonomicznej sztuki o własnym oryginalnym języku i równoprawnego środka ekspresji artystycznej. W praktyce nie udało mu się w pełni zrealizować swojej teorii, mimo to jako jeden z pierwszych świadomie kształtował styl i plastykę swoich dzieł: La rideau cramoisi (1951), Niedobre spotkania (1954), Imiona miłości (1960), Długa droga (1965), Płomień nad Adriatykiem (1968). Był również autorem filmów telewizyjnych, m.in. filmu biograficznego Sartre par lui-même (1972).
Na Międzynarodowym Festiwalu Filmowym w Wenecji w 1955 otrzymał Nagrodę Specjalną „najbardziej obiecujący nowy reżyser” za film Niedobre spotkania. W 1958 był nominowany do Złotego Lwa za film Życie, a w 1965 do Złotej Palmy za udział w konkursie na najlepszy film krótkometrażowy za film Evariste Galois.